# Fernanfloo
Luis Fernando Flores, virtuálně známější jako Fernanfloo (* 7. července 1993, San Salvador, El Salvador), je salvadorský herní a komediální youtuber. S více než 10.4 miliardami zhlédnutí, více než 540 videy a 46.5 miliony odběratelů obsadil jeho kanál 42. příčku mezi nejodebíranějšími youtubery. Mezi španělsky hovořícími youtubery se drží na 4. místě (po youtuberech El Reino Infantil, Badabun a JuegaGerman) a ve státě El Salvador je nejodebíranější osobností YouTube.

## Kariéra
Dne 1. května 2011 založil YouTube kanál „Fernanfloo“, jehož jméno je kombinací Fernando Flores. V pouhých 18 letech začal nahrávat videa ve formě tutoriálů a krátkých klipů vražedných scén. To mu však dlouho nevydrželo. Brzy začal videa spojovat s tématy videoher a vytvářet gameplaye, které by ho proslavily. Jeho první video s názvem „Nightmare - Short Action Scene“ bylo zveřejněno ve stejný měsíc. Jeho první videa na platformě byla o akčních scénkách se speciálními efekty. Později začal nahrávat další typy videí, například hraní videoher jako Call of Duty, God of War III a Mortal Kombat.
V roce 2015 spustila společnost BBTV aplikaci nazvanou The Fernanfloo Game, kterou si během prvního týdne od vydání stáhlo 2,3 milionu lidí a během 24 hodin se umístila jako číslo jedna v 17 zemích. V roce 2016 byl nominován na ceny MTV Millennial Awards 2016 v kategoriích „Digitální ikona roku“ a
„Mistr her“, prohrál se Sebastiánem Villalobosem. V roce 2017 byl znovu nominován na ceny MTV Millennial Awards 2017, tentokrát v kategoriích „Miaw icon of the year“ a „Celebrity challenge“, přičemž prohrál s Juanpou Zuritou a CD9.
V roce 2017 se podílel na ekvádorském filmu Dedicada a mi Ex, krátce hrál jako číšník. Tento film vyšel v Ekvádoru 8. listopadu 2019. Téhož roku prostřednictvím videa nahraného 6. srpna oznámil vydání své první knihy, grafického románu s názvem Curly está en peligro. Poté, co byl čtyři měsíce pryč, natočil video s názvem „Se Acabó“ („Je to dokončeno“), ve kterém uvedl: „Věci se opravdu změní. Neuvidíte mnoho videí, jako tomu bylo během těchto sedmi let, co jste mě doprovázeli na této cestě.“ Rozhodl se vytvořit kanál Twitch pro streamování her, především Fortnite. V květnu téhož roku vytvořil další kanál YouTube s názvem „Fernan“, který obsahuje klipy ze streamů na Twitchi. Později však i tam projevil nečinnost a od té doby jen občas vytváří videa na obou platformách.
V lednu 2019 oznámil spolupráci s herním vývojářem Capcom, aby se podílel na remaku Resident Evil 2. Ve videu s názvem „Soy un Zombie“ (Jsem Zombie) vypráví, že odjel do Japonska, aby si nechal udělat make-up. Jeho pohyby zachycené jako jedna z mnoha zombie ve hře se později objeví v traileru propagující 1-Shot Demo. V roce 2020 oznámil vývojář BBTV spuštění Fernanfloo Party.
16. září 2021 youtuber Bambiel, známý písní s názvem „El Rap de Fernanfloo“ („Fernanfloo's Rap“), ve spolupráci s Fernanflooem interpretoval a zveřejnil rapovou píseň zcela věnovanou nenávistníkům. Hudební video získalo více než 4 miliony zhlédnutí a stalo se číslem 2 v trendech. Později 24. září 2021 získalo 10 milionů zhlédnutí.

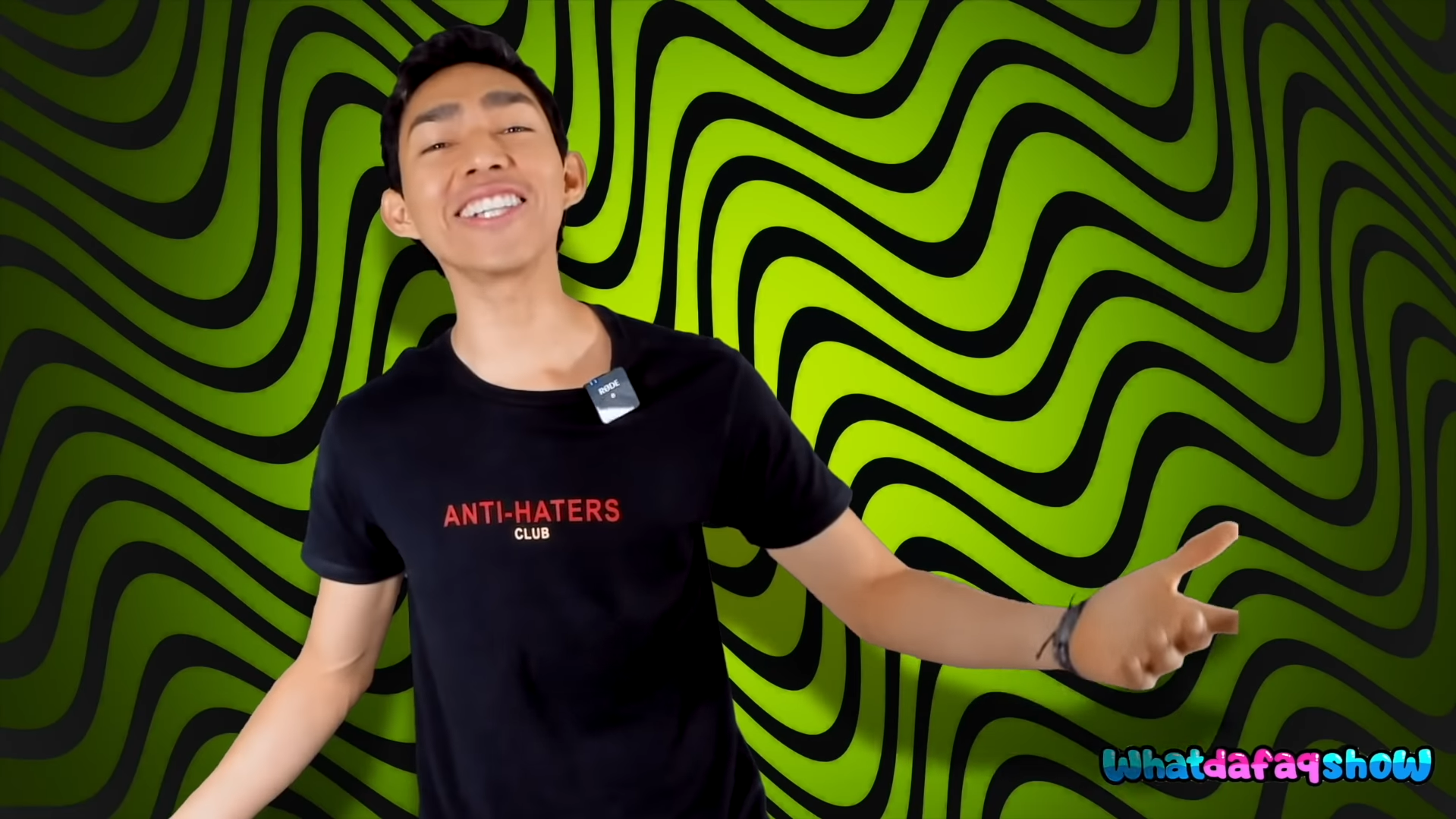
Fernanfloo pořádající Whatdafaqshow (leden 2022)

V lednu 2022 údajně odešel z důchodu a objevil se jako nový hostitel peruánského youtubera Moxe na kanálu „Whatdafaqshow“. Šlo však pouze o spolupráci obou osob.

## Osobní život
Luis Fernando Flores Alvarado se narodil 7. července 1993 v hlavním městě San Salvador ve státě El Salvador. Sám sebe označil za asexuála a agnostika.

## Ocenění a nominace

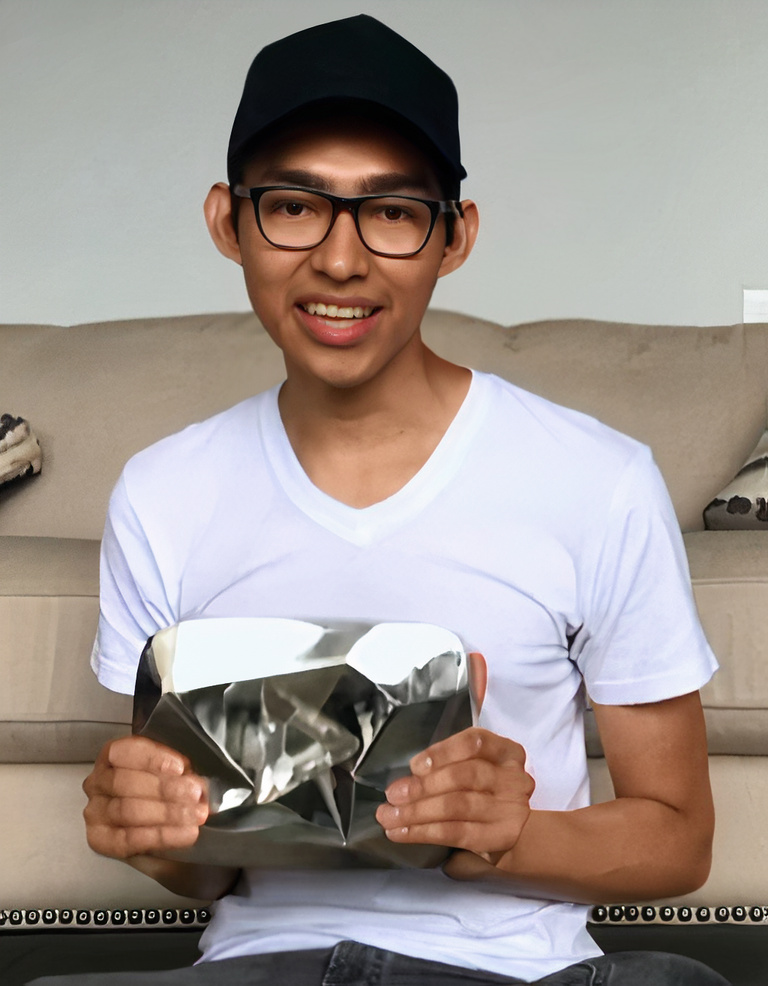
Fernanfloo se svým Diamond Play Buttonem (2019)

| Rok  | Ocenění                                | Kategorie            | Kandidát                      | Výsledek  | Ref.   |
| ---- | -------------------------------------- | -------------------- | ----------------------------- | --------- | ------ |
| 2015 | MTV Millennial Awards                  | Mistr hry            | Osobně                        | nominace  | [ 33 ] |
| 2016 | MTV Millennial Awards                  | Digitální ikona roku | Osobně                        | nominace  | [ 34 ] |
| 2016 | MTV Millennial Awards                  | Mistr hry            | Osobně                        | nominace  | [ 34 ] |
| 2017 | MTV Millennial Awards                  | MIAW ikona roku      | Osobně                        | nominace  | [ 35 ] |
| 2017 | MTV Millennial Awards                  | Výzva celebrit       | Osobně                        | nominace  | [ 35 ] |
| 2019 | MTV Millennial Awards                  | Streamer roku        | Osobně                        | nominace  | [ 36 ] |
| 2018 | Nickelodeon Mexico Kids' Choice Awards | Oblíbený hráč        | Osobně                        | nominace  | [ 37 ] |
| 2018 | Fans Choice Awards                     | Redakční             | Osobně                        | vítězství |        |
| 2018 | Fans Choice Awards                     | Influenceři          | Osobně                        | nominace  |        |
| 2021 | Nickelodeon Mexico Kids' Choice Awards | Hráč MVP             | Osobně                        | nominace  | [ 38 ] |
| 2021 | ESLAND Awards                          | Píseň roku           | „Para los haters“ (s Bambiel) | nominace  | [ 39 ] |
| 2021 | ESLAND Awards                          | Nejlepší trajektorie | Osobně                        | vítězství | [ 39 ] |